# Manawatu-Wanganui
Manawatu-Wanganui (maorski: Manawatū-Whanganui) je jedna od 16 regija u Novom Zelandu.

## Zemljopis
Regija se nalazi u središnjem i južnom dijelu Sjevernog otoka. Površina joj iznosi 22.215 km². Susjedne regije su Wellington na jugu, Taranaki na zapadu, Waikato na sjeveru i Hawke's Bay na istoku. 

## Administrativna podjela
Središte i najveći grad regije je Palmerston North na čijem području živi oko 82.000 stanovnika, drugi po veličini je Whanganui s oko 40.000 stanovnika, ostali veći gradovi su Levin, Feilding, Dannevirke, Taumarunui, Foxton i Marton.

## Stanovništvo
Prema popisu stanovništva iz 2011. godine u regiji živi 232.400 stanovnika, te je peta novozelandska regija po broju stanovnika.

## Vanjske poveznice
- Službena stranica regije